# Chief Records
Chief Records — американський незалежний лейбл звукозапису, який діяв з 1957 по 1964 роки в Чикаго (Іллінойс). Лейбл орієнтувався на випуск музики у жанрах блюз і ритм-енд-блюз. Мав дочірні лейбли Profile і Age.

## Історія
Chief Records (а також його дочірні лейбли Profile і Age) був заснований у 1957 році 25-річним підприємцем Мелом Лондоном (1932—1975), який раніше працював як автор пісень на лейблі Chess та був власником компанії звукозапису (Melva). Першим синглом Chief став «Man from the Island»/«Doggin' Me Round», на якому Лондон виконав вокальне соло. Усього на Chief (1957—1960) було випущено близько 40 записів одних з найкращих чиказьких блюзових музикантів того часу: Елмора Джеймса, Джуніора Веллса, Джей-Ел Крокетта (як Дейві Крокетта), Меджика Сема, Ерла Гукера і Лілліан Оффітт. Chief був закритий у 1961 році через фінансові проблеми.
Лейбл Profile (1960—1961) випустив 15 записів, в основному Джуніора Веллса, єдиного блюзового музиканта лейблу, оскільки більше орієнтувався на кантрі і рокабілі. На Age (1961—1963) було випущено 25 записів, зокрема Рікі Аллена, А. К. Ріда, Біг Мус Вокера і Ерла Гукера. 
«Little by Little», написана Лондоном, стала хітом для Веллса і посіла 23-є місце в чарті R&B Singles в 1960 році. «Cut You Loose», інша композиція Лондона, стала хітом для Рікі Аллена і посіла 20 місце у чарті в 1963 році. Також Лондон написав «Cut You A-Loose» і «Messin' with the Kid» (для Джуніора Веллса), «The 12 Year Old Boy» (для Елмора Джеймса) і «Will My Man Be Home Tonight» (для Лілліан Оффітт).  
Після закриття лейблу Age, Лондон залишився в музичній індустрії і почав працювати продюсером на лейблі U.S.A, що належав Полу Глассу.

## Визнання
У 1998 році пісня «Messin' with the Kid» Веллса була включена до Зали слави блюзу в категорії «Класичний блюзовий запис».